# Міпхам Сонам Ванчук
Міпхам Сонам Ванчук Дракпа Намг'ял Палцан (тиб. མི་ཕམ་བསོད་ནམས་དབང་ཕྱུག་གྲགས་པ་རྣམ་རྒྱལ་དཔལ་བཟང; д/н — 1671) — останній десі (регент-володар) Тибету в 1613—1642 роках (фактично до 1620).

## Життєпис
Належав до династії Пагмодрупа. Онук десі Нгаван Дракпа Г'ялцена, син Каг'юда Нампара Г'ялви. 1600 року розглядався як можливий спадкоємець діда. Втім 1604 року новим десі став представник іншої гілки династії — Міпхам Ванґюр Г'ялпо. Лише після смерті того 1613 року зумів отримати владу. На той час становище Пагмодрупи в регіоні Уй було хитке.
1614 року почалося нове протистояння з родом Цанпо, війська якого завдали низки поразок десі, зайнявши на короткий термін Лхасу. 1616 року супротивник завдав поразки роду Кійшопа, що забезпечив захист подступів до Лхаси. 1618 року було втрачено Лхасу, а 1620 року — долину річки Ярлунг з резиденцією Пагмодрупи — Недонг. Міпхам Сонам Ванчук зберіг лише титул десі, а фактична влада в У-Цангу зосередилася в Карма Пунцок Намг'яла.
1635 року його знову було вигнано з Лхаси. 1642 року після встановлення влади в Тибеті хошутами на чолі із Гюші-ханом зберіг лише власні володіння, втративши титул десі. 1657 року відправив таємне послання до цінського імператора Фуліня, сподіваючись отримати допомогу у відновленні влади, втім марно. Помер 1671 року.